# Metachromadora pulvinata
Metachromadora pulvinata är en rundmaskart som beskrevs av Christian Wieser och Stephen Donald Hopper 1967. Metachromadora pulvinata ingår i släktet Metachromadora och familjen Desmodoridae. Inga underarter finns listade i Catalogue of Life.